# Oppidum von Gründberg

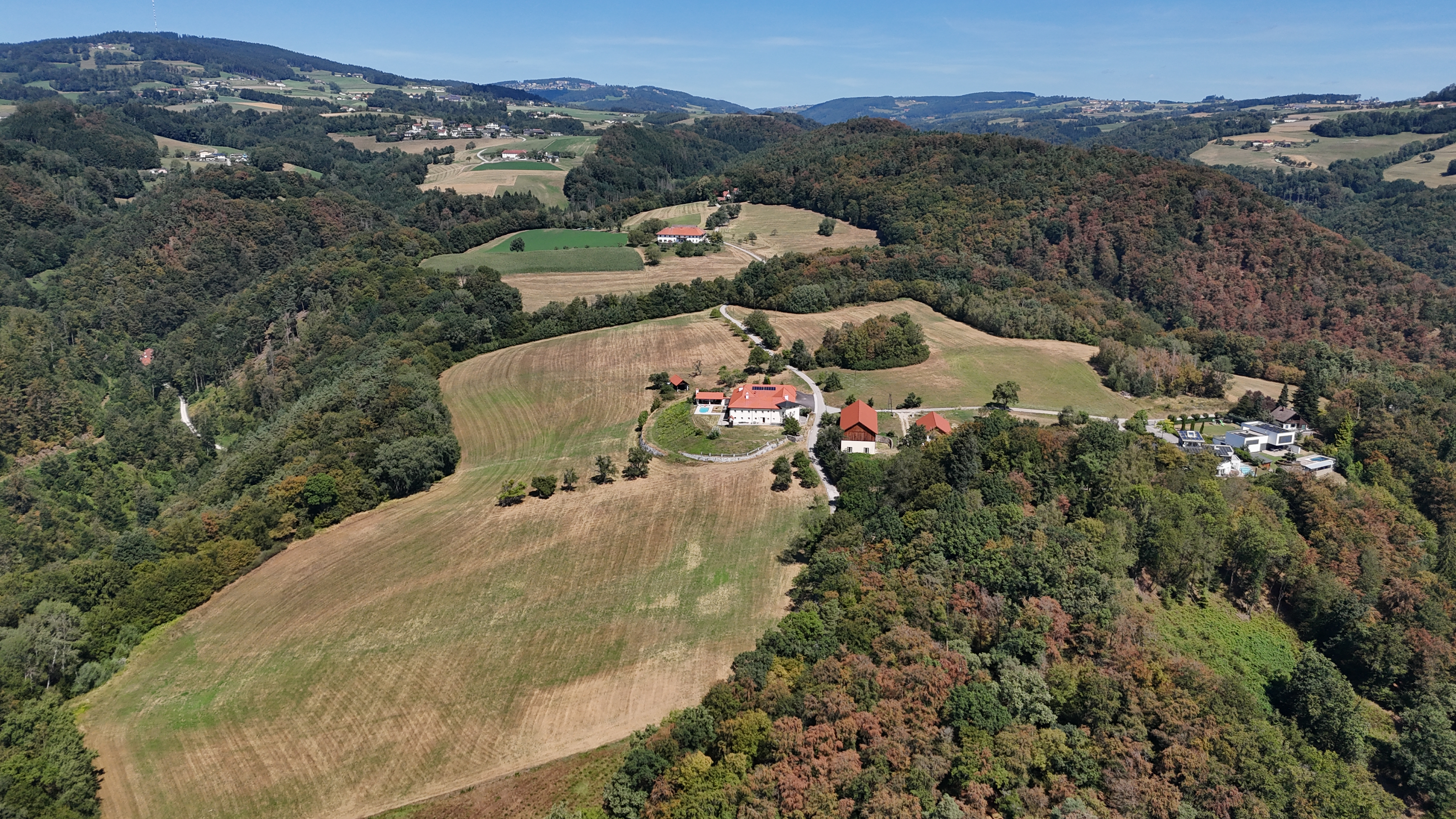
Das zweiteilige Oppidum Gründberg von Süden aus gesehen, der innere Wall in der Bildmitte, der äußere Wall im oberen Waldrand, links das Höllmühlbachtal, rechts der Haselgraben

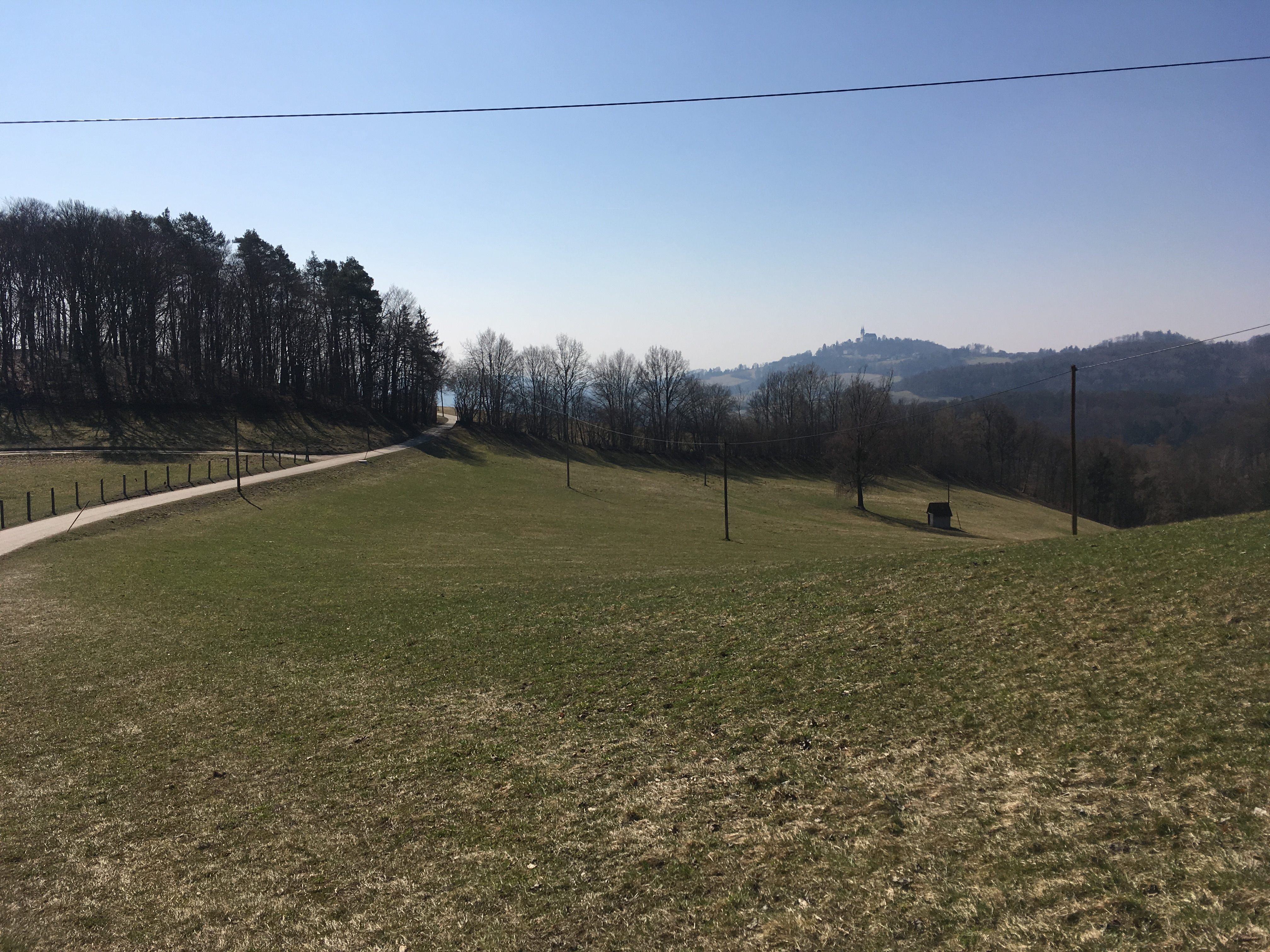
Der Südwall des Oppidum Gründberg mit dem Pöstlingberg im Hintergrund

Das Oppidum von Gründberg ist eine spätlatènezeitliche keltische Höhensiedlung nördlich der Donau in Linz in Oberösterreich. Diese Siedlung war Stützpunkt eines schon seit prähistorischer Zeit benutzten Verkehrswegs, der die Voralpen quer durch das Mühlviertel mit dem Moldautal und dem Oppidum Třísov bei der Burg Dívčí Kámen in Böhmen auf dem kürzesten Wege verband.

## Lage
Das Oppidum liegt auf dem Gründberg, einem von Nord nach Süd verlaufenden Höhenrücken der Böhmischen Masse. Die Höhensiedlung war 1,5 km lang, bis zu 400 Meter breit und hatte eine Größe von gut 50 ha und war durch natürliche Steilabbrüche im Westen (Höllmühlbachschlucht), Süden und Osten (Haselgraben) geschützt, im flachen Norden verlief eine doppelte Wallbefestigung. Der nördlichere der beiden Wälle hatte ein typisches keltisches Zangentor, dessen Anlage in der Bodenformation noch sichtbar ist.
Nachbarsiedlungen waren im Südosten die Wallburg auf dem Luftenberg und im Südwesten die beiden keltischen Höhensiedlungen am Freinberg und am Kürnberg sowie die Großsiedlung in Hörsching-Neubau.

## Geschichte
Das Oppidum lag auf der kürzesten Verbindung vom Donauraum zur Moldau und den dort liegenden Keltensiedlungen im heutigen Tschechien. Die Hofnamen Unterburger (im südlichen Siedlungsabschnitt) und Oberburger (im nördlichen Abschnitt) erinnern noch an die alte, keltische Befestigung. Im Mittelalter führte eine Variante des Linzer Steig genannten Salzhandelsweges entlang des alten Wegs durch das Gelände des ehemaligen Oppidums.
Erstmals wurde die Anlage 1911 durch Ludwig Benesch topographisch genau beschrieben, er fertigte auch einen Übersichtsplan an. Die ersten datierbaren Funde wurden 1932 beim Bau eines Wochenendhauses gemacht. Nach den Funden in den Jahren 1932–1934 wurden im Herbst 1937 die ersten gezielten Grabungen durchgeführt. Umfangreiche archäologische Untersuchungen fanden über einen Zeitraum von fünf Jahren 1994 bis 1998 statt.

## Wälle
Der Südwall teilt das keltische Siedlungsgebiet in ungefähr zwei gleich große Teile. Die durchschnittliche Basisbreite des Südwalls beträgt etwa 10 Meter, seine Höhe im Norden ungefähr 3,5 Meter und im Süden 1,5 Meter.
Der Nordwall ist etwas niedriger und schmäler als der Südwall. Am östlichen Ende lässt der Nordwall ein sechs Meter breites Tor frei, indem zwei 12 Meter lange Flanken mit einem Abstand von ungefähr sechs Metern nach innen gezogen sind.

## Funde
In der Dammaufschüttung des südlichen Walles wurden im Jahr 1997 vier Eisendepots ausgegraben. Diese Depots befanden sich unmittelbar hinter einer 3 m hohen Blendmauer und liegen in regelmäßigen Abständen von knapp 3 Metern voneinander entfernt. Die lage- und bautechnischen Gegebenheiten lassen auf ein Bauopfer schließen. Im ersten Depot befanden sich 16 Objekte mit einem Gesamtgewicht von etwa 20 kg. Im zweiten Depot lagen 12 Objekte, die fast 10 kg wogen. Das dritte Depot bestand aus 13 Objekten mit 21 kg Gesamtgewicht. Das vierte Depot umfasste lediglich zwei Barrenfragmente mit zusammen mehr als 10 kg.
Die 43 Fundobjekte aus teils qualitativ hochwertigem Stahl mit einem Gesamtgewicht von über 60 kg bestanden aus Werkzeugen (ein Hakenschlüssel, Beile, verschieden geformte Schmiedehämmer, Ambosse), Küchengeräten (Bratspieß, Fleischgabel, Aschenschaufel, Kesselfragmente, Kesselhaken), Waffen (zwei Schwerter, Spieße, ein Dreizack) und Wagenbeschlägen (Radnaben, zwei Radreifen). Die beiden Schwerter werden als ältere Objekte des Fundes datiert, die übrigen Gerätschaften sind aus der Spätlatènezeit. Alle Funde weisen Gebrauchsspuren auf, sind aber größtenteils noch gebrauchsfähig. Handwerklich sind Tischler, Schreiner, Zimmerleute, Wagner und Schmiede durch ihre Werkzeuge vertreten.
Das Fragment einer Tüpfelplatte zum Guss von Münzrohlingen (Schrötlingen) könnte auf eine Münzwerkstätte in der Siedlung hinweisen. Abbildungen der Eisenfunde vom Gründberg sowie einer Tüpfelplatte (vom Titelberg in Luxemburg als Beispiel) sind im Bildband „Kelten. Bilder ihrer Kultur“ zu sehen.

## Bilder

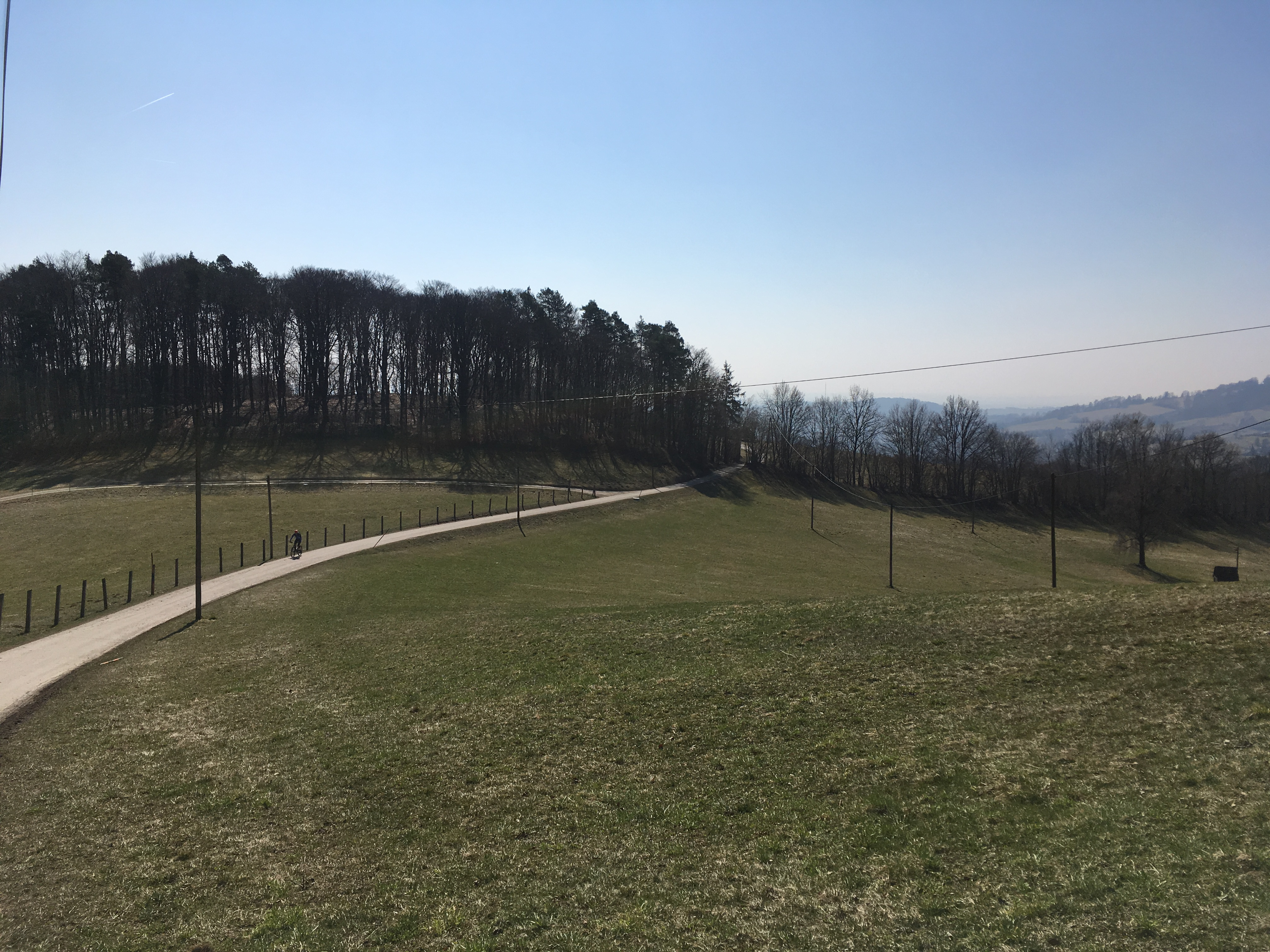
Gründberg-Südwall von Norden gesehen – Standpunkt in der Zone zwischen Nord- und Südwall
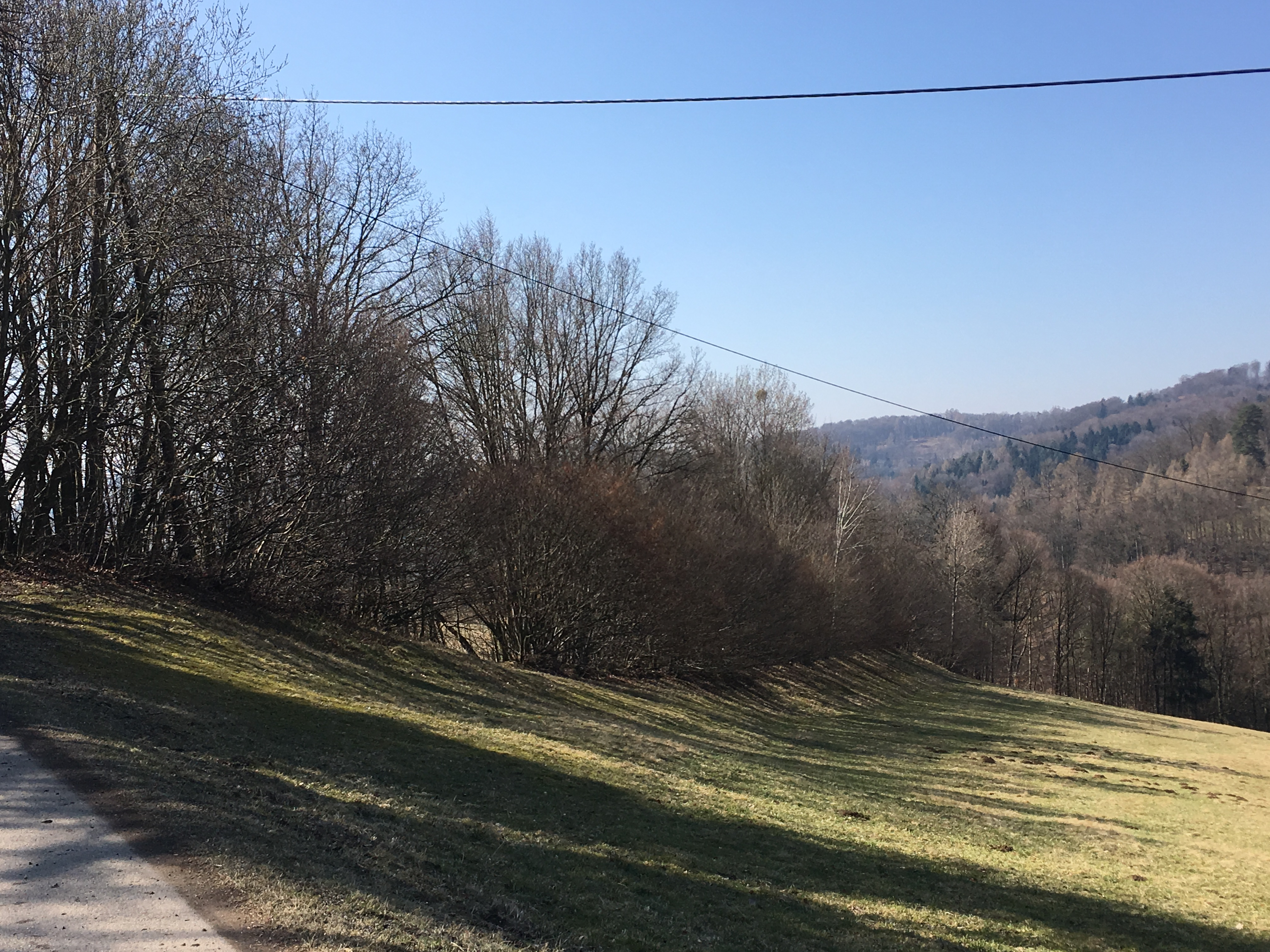
Gründberg-Südwall mit dem Grabungsabschnitt des Jahres 1997
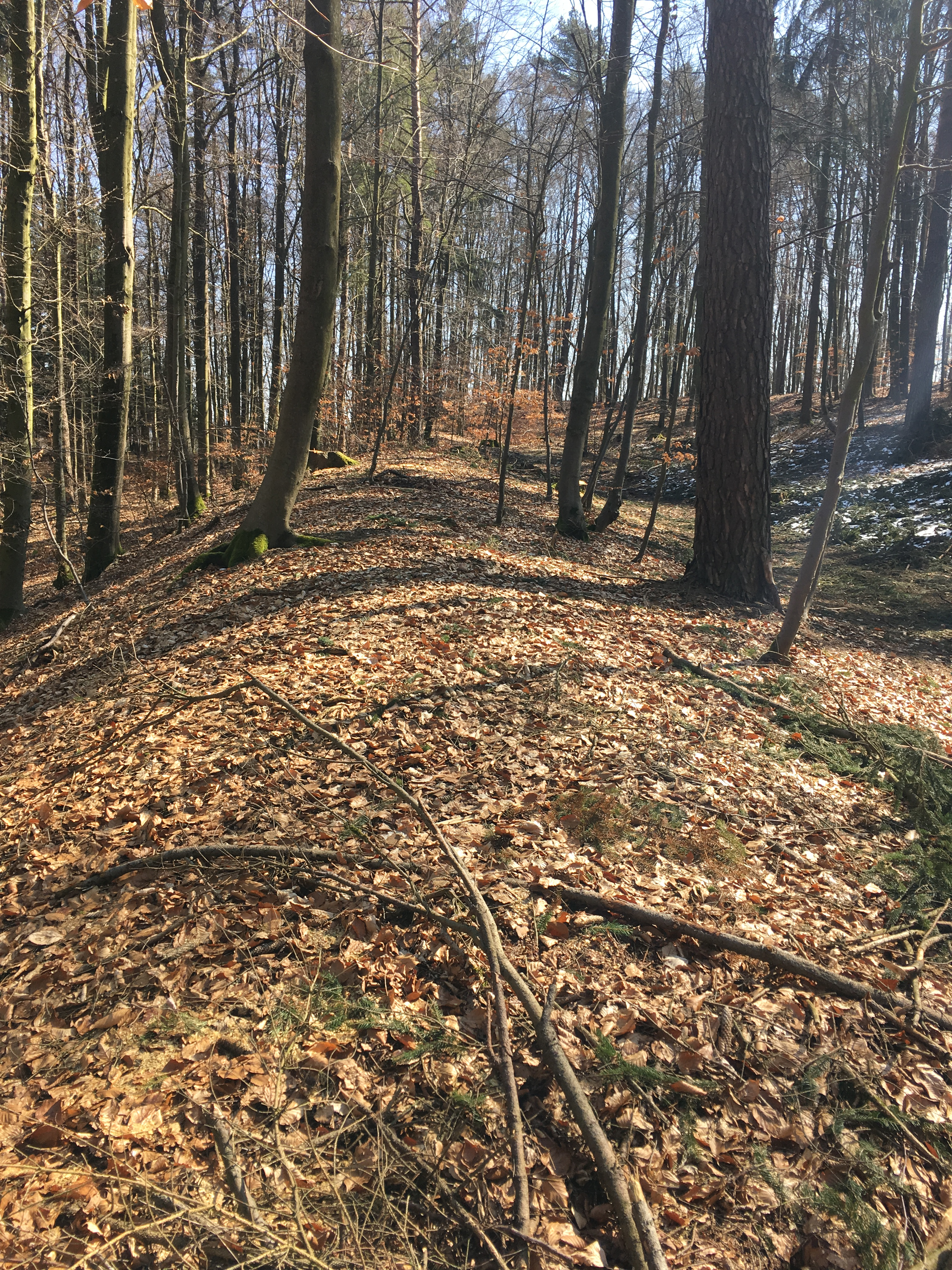
Gründberg-Nordwall
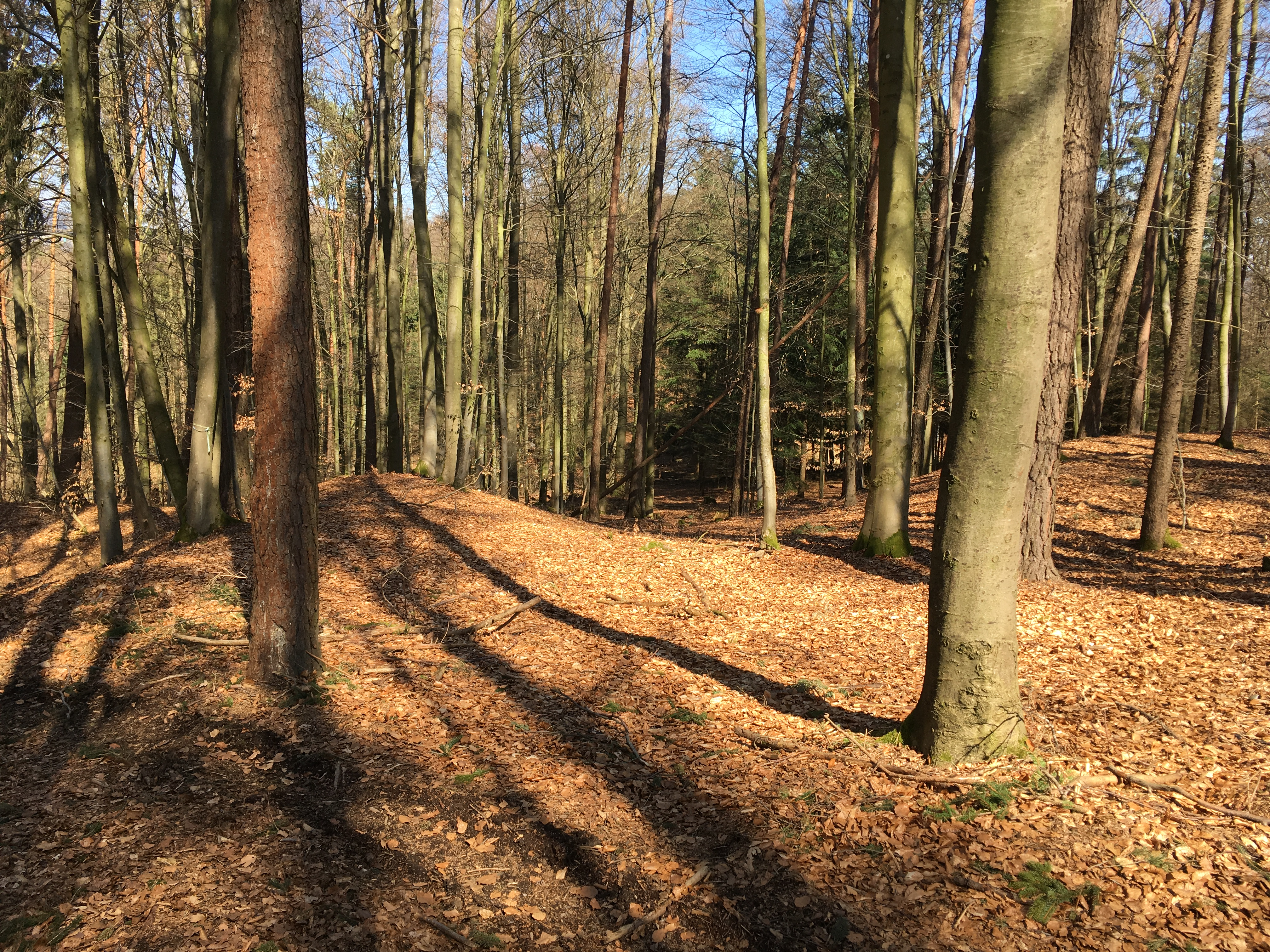
Zangentorreste von innerhalb der ehemaligen Siedlung gesehen
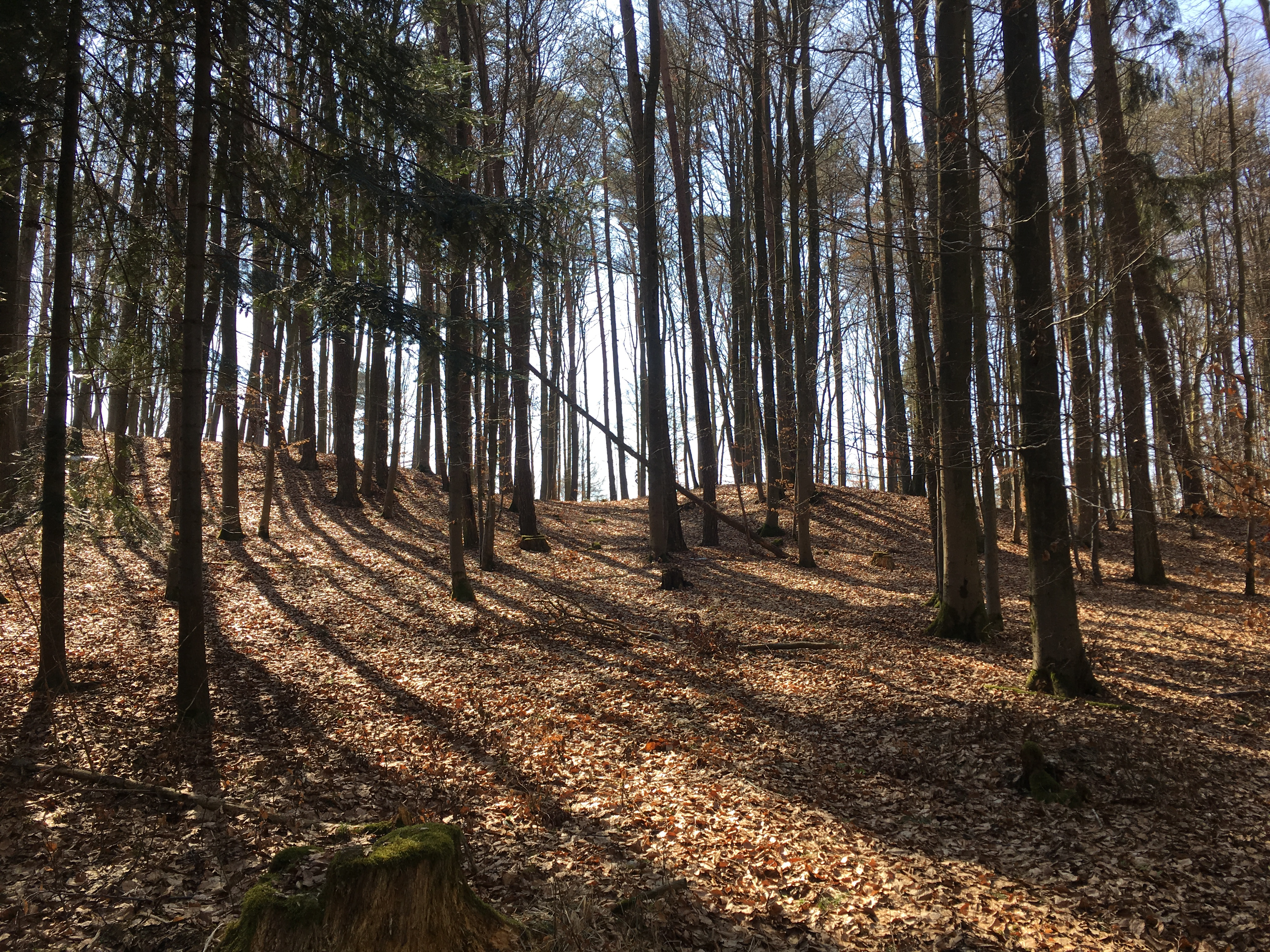
Zangentorreste von außerhalb gesehen
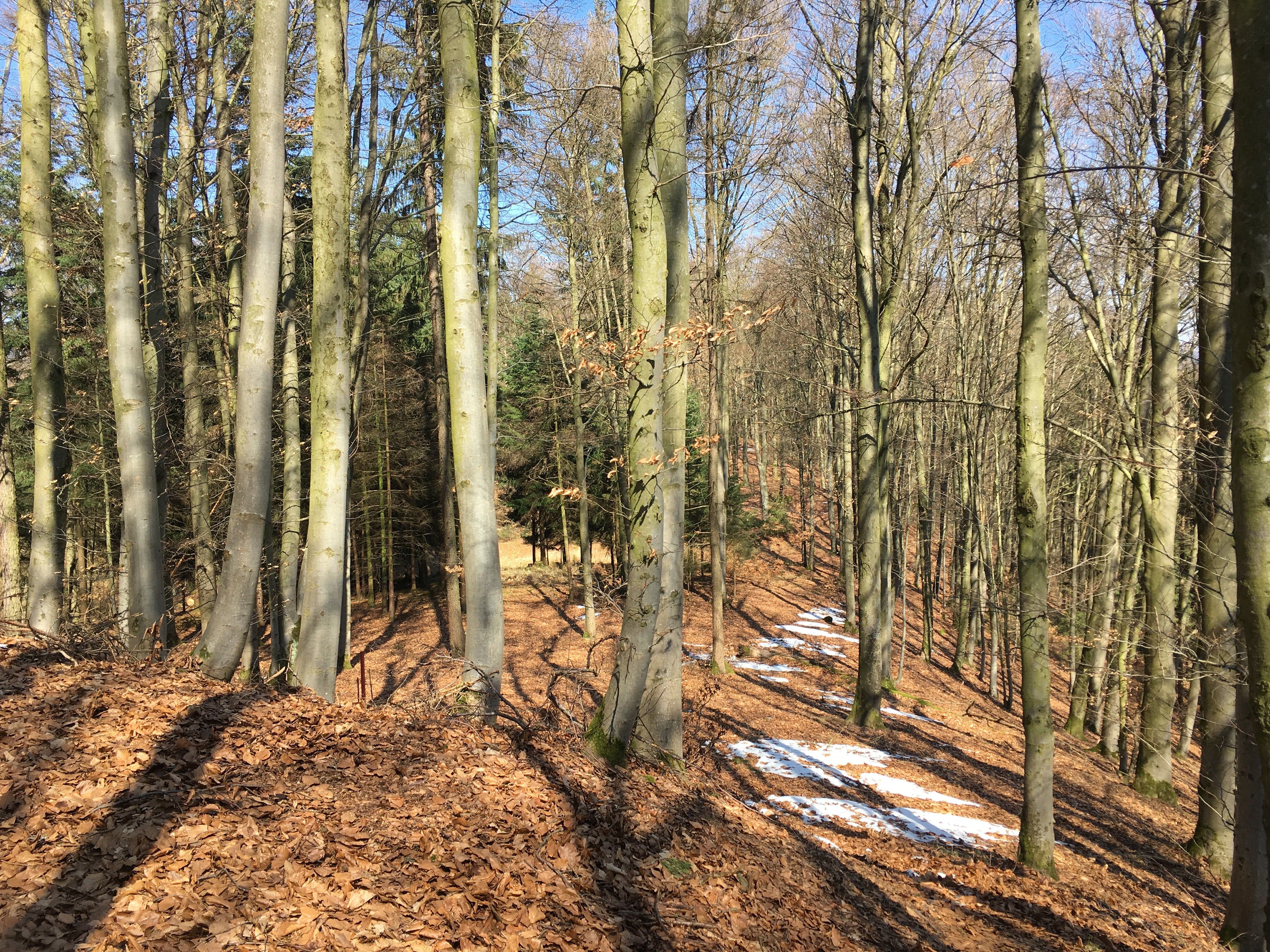
Blick vom Nordwall-Ende Richtung Norden
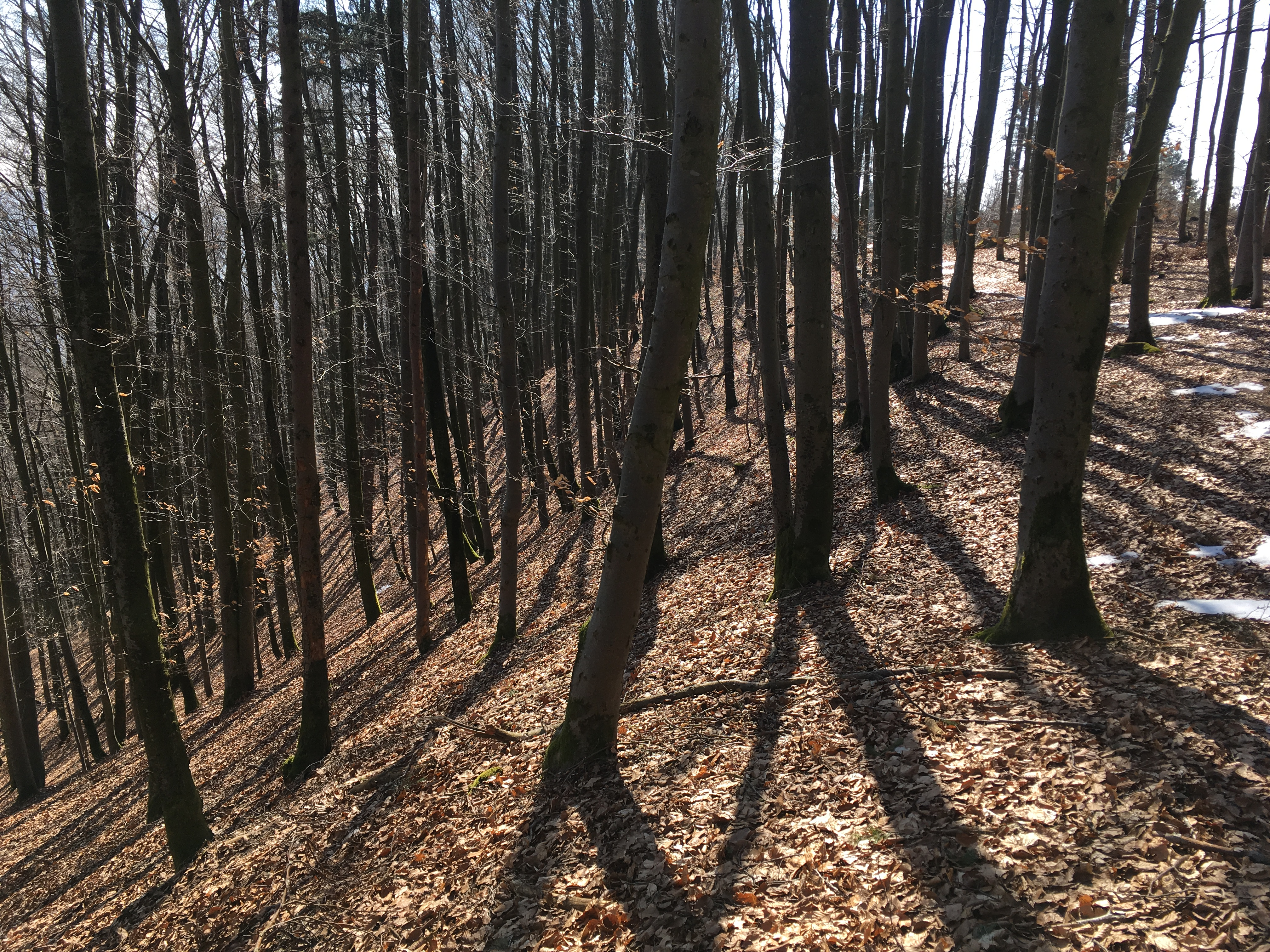
Blick vom Nordwall-Ende Richtung Süden mit dem steil abfallenden Hang zum Haselgraben